# Tir n'a Noir
Tir n'a Noir är en dikt av Kolbein Falkeid som har blivit tonsatt av Øyvind Staveland och är en av de mest kända sånger av gruppen Vamp. Den släpptes första gången på gruppens debutalbum Godmorgen, søster från 1993. Bandets vokalist Jan Toft sjunger ledmotivet medan Rita Eriksen sjunger partier i sången som stämman till Mary McKear. Sången har sedan dess varit ett fast inslag på de flesta av Vamps konserter.
2010 gav Vamp ut ett nytt album tillsammans med Kringkastingsorkestret (KORK), I full symfoni II. Sången "Tir n'a Noir" finns med, denna gång med Paul Hansen och Eivor Pálsdóttir som vokalister. Eivor Pálsdóttir, som är från Färöarna, sjunger sina partier på färöiska.
Sången Tir n'a Noir refererar till Tir na nÓg, ett mystiskt land i keltisk mytologi. Texten handlar om en man som har mist sin fru. Han saknar henne svårt. Han blir gammal och ligger för döden, när han är död seglar han till Tir n'a Noir, som är himmelen, för att möta sin älskade.